# Royal Warrant of Precedence
Ein Royal Warrant of Precedence (Königliche Urkunde über den Vorrang) ist eine Anordnung des Monarchen des Vereinigten Königreiches, mit der einer Person oder Organisation ein protokollarischer Rang gewährt wird. Die Urkunde wird (auf Vorschlag der Regierung) vom Monarchen persönlich erlassen und unterzeichnet, in der London Gazette veröffentlicht und vom zuständigen Wappenamt (College of Arms oder für schottische Würden Lyon Court) registriert.

## Begriffserklärung
Der häufigste Fall, bei dem ein Royal Warrant of Precedence ausgestellt wird, ist die Erlaubnis zum Führen eines Höflichkeitsprädikats durch Kinder oder Ehefrauen des Anwärters auf einen britischen Adelstitel, die den Anspruch auf das Höflichkeitsprädikat nur aufgrund des vorzeitigen Todes ihres Vaters nicht nach gewöhnlichem Erbgang erhalten.
So würden nach gewöhnlichem Erbgang zum Beispiel die Töchter und jüngeren Söhne des ältesten Sohnes eines Dukes beim Tod ihres Großvaters, wenn ihr Vater den Duketitel erbt, das Höflichkeitsprädikat Lady bzw. Lord erhalten. Wenn nun aber der älteste Sohnes des Dukes vor seinem Vater stirbt, fällt der Duketitel beim Tod des Dukes nicht an diesen direkt weiter an den ältesten Sohn des verstorbenen Sohnes (oder in Ermangelung von Söhnen an dessen nächstberechtigten männlichen Verwandten) und nur dessen Kinder erhalten jene Höflichkeitsprädikate. Insbesondere in solchen Fällen kann der Monarch Kindern des vorzeitig verstorbenen Titelerben, den protokollarischen Rang des Kindes eines Dukes und das damit verbundene Prädikat durch Royal Warrant of Precedence dennoch verleihen.
Entsprechendes gilt auch hinsichtlich Höflichkeitsprädikaten für Ehefrauen von Anwärtern auf den Titel eines Peers, Baronets oder Knights, wenn deren Ehemann stirbt, bevor er den Adelstitel wirksam erlangt. Statt durch Erbgang kann ein entsprechender Sachverhalt insbesondere auch dann entstehen, wenn der Monarch bereits die Verleihung des Adelstitels an den Ehemann bzw. Vater veranlasst hat, dieser aber vor wirksamer Ausfertigung der Ernennungsurkunde stirbt.

## Liste der Fälle
Die folgenden Listen beschreiben Fälle, in denen eine Royal Warranty of Precedence ausgestellt wurde. Die Listen sind nach Frauen und Männern getrennt:

### Jüngerer Sohn eines Duke
| Jahr | Royal Warrant of Precedence zugunsten von                                                     | Bruder von                                       |
| ---- | --------------------------------------------------------------------------------------------- | ------------------------------------------------ |
| 1817 | Henry Howard-Molyneux-Howard                                                                  | Bernard Howard, 12. Duke of Norfolk              |
| 1846 | James Charles Plantagenet Murray                                                              | John Stewart-Murray, 7. Duke of Atholl           |
| 1858 | - George Henry Cavendish - Richard Cavendish                                                  | William Cavendish, 7. Duke of Devonshire         |
| 1859 | - William Godolphin Osborne - Sydney Godolphin Osborne                                        | George Osborne, 8. Duke of Leeds                 |
| 1865 | Charles Greatheeed Bertie Percy                                                               | George Percy, 5. Duke of Northumberland          |
| 1872 | - Arthur John Edward Russell - Odo William Leopold Russell                                    | Francis Russell, 9. Duke of Bedford              |
| 1880 | - Henry Cavendish-Bentinck - William Augustus Cavendish-Bentinck - Charles Cavendish-Bentinck | William Cavendish-Bentinck, 6. Duke of Portland  |
| 1884 | Arthur Charles Wellesley                                                                      | Henry Wellesley, 3. Duke of Wellington           |
| 1908 | - Richard Frederick Cavendish - John Spencer Cavendish                                        | Victor Cavendish, 9. Duke of Devonshire          |
| 1936 | John Percy Samuel FitzRoy                                                                     | Charles FitzRoy, 10. Duke of Grafton             |
| 1963 | Robert George Grosvenor                                                                       | Gerald Grosvenor, 4. Duke of Westminster         |
| 1975 | - Hon. Sir Michael Fitzalan-Howard - Hon. Martin Fitzalan-Howard - Hon. Mark Fitzalan-Howard  | Miles Fitzalan-Howard, 17. Duke of Norfolk       |
| 1977 | Victor Cavendish-Bentinck                                                                     | Ferdinand Cavendish-Bentinck 8. Duke of Portland |

### Jüngerer Sohn eines Marquess
| Jahr | Royal Warrant of Precedence zugunsten von                                            | Bruder von                                           |
| ---- | ------------------------------------------------------------------------------------ | ---------------------------------------------------- |
| 1809 | - James O’Brien - Edward O’Brien                                                     | William O’Brien, 2. Marquess of Thomond              |
| 1817 | Hon. Patrick Crichton-Stuart                                                         | John Crichton-Stuart, 2. Marquess of Bute            |
| 1831 | - Frederick FitzClarence - Adolphus FitzClarence - Augustus FitzClarence             | N/A (Uneheliche Söhne von König Wilhelm IV.)         |
| 1836 | Hon. Douglas Gordon-Hallyburton                                                      | George Gordon, 9. Marquess of Huntly                 |
| 1837 | - John Johnstone-Douglas - William Robert Keith Douglas                              | Charles Douglas, 6. Marquess of Queensberry          |
| 1846 | - David Kennedy - Gilbert Kennedy - William Kennedy - Fergus Kennedy - Nigel Kennedy | Archibald Kennedy, 2. Marquess of Ailsa              |
| 1856 | George Osborne Townshend                                                             | John Townshend, 4. Marquess Townshend                |
| 1871 | William Frederick Ernest Seymour                                                     | Francis Seymour, 5. Marquess of Hertford             |
| 1896 | George Herbert Loftus                                                                | John Loftus 5. Marquess of Ely                       |
| 1906 | Victor William Paget                                                                 | Charles Paget, 6. Marquess of Anglesey               |
| 1907 | - Walter John Hervey - Manners William Hervey - Herbert Arthur Robert Hervey         | Frederick Hervey, 4. Marquess of Bristol             |
| 1917 | Sir Leopold Arthur Louis Mountbatten                                                 | Alexander Mountbatten, 1. Marquess of Carisbrooke    |
| 1917 | (Albert) Edward Wilfred, Count Gleichen                                              | N/A (Sohn von Prince Victor of Hohenlohe-Langenburg) |
| 1937 | - Adam Granville Gordon - Roderic Armyne Gordon - Douglas Claude Alexander Gordon    | Douglas Gordon, 12. Marquess of Huntly               |
| 1941 | John Andrew Christopher Kerr                                                         | Peter Kerr, 12. Marquess of Lothian                  |
| 1953 | Ulick Browne                                                                         | Denis Browne, 10. Marquess of Sligo                  |
| 1970 | Timothy Guy Paulet                                                                   | Nigel Paulet, 18. Marquess of Winchester             |
| 1973 | George Robert Tottenham                                                              | Charles Tottenham, 8. Marquess of Ely                |
| 1977 | Hon. Desmond Clive Chichester                                                        | Dermot Chichester, 7. Marquess of Donegall           |

### Jüngerer Sohn eines Earl
| Jahr | Royal Warrant of Precedence zugunsten von                                                                                | Bruder von                                                              |
| ---- | --- | ----------------------------------------------------------------------- |
| 1808 | Francis Egerton | John Egerton, 7. Earl of Bridgewater                                    |
| 1818 | Henry Talbot Leeson | Joseph Leeson, 4. Earl of Milltown                                      |
| 1822 | Francis William Grant-Ogilvy                                                                                             | Lewis Grant-Ogilvy, 5. Earl of Seafield                                 |
| 1832 | - Henry Hely-Hutchinson - Coote Hely-Hutchinson - George Hely-Hutchinson - Richard Hely-Hutchinson                       | John Hely-Hutchinson, 3. Earl of Donoughmore                            |
| 1833 | Henry Duncan | Robert Haldane-Ducan, 1. Earl of Camperdown                             |
| 1835 | George Henry Talbot | John Talbot, 16. Earl of Shrewsbury                                     |
| 1835 | Thomas Peregrine Courtenay                                                                                               | William Courtenay, 10. Earl of Devon                                    |
| 1835 | - Charles Douglas - Edward Gordon Douglas - Arthur James Douglas                                                         | George Douglas, 17. Earl of Morton                                      |
| 1836 | - Henry Reginald Yorke - Eliot Thomas Yorke - Grantham Muntor Yorke                                                      | Charles Yorke, 4. Earl of Hardwicke                                     |
| 1837 | - William John Pym Gore - Annesley Henry Gore - Robert Gore - Charles Alexander Gore                                     | Philip Gore, 4. Earl of Arran                                           |
| 1837 | - George Henry Cavendish - Richard Cavendish (später jüngerer Sohn eines Duke 1858)                                      | William Cavendish, 2. Earl of Burlington (später 7. Duke of Devonshire) |
| 1837 | - Richard Hare - Robert Hare - Henry Hare - Charles Luke Hare                                                            | William Hare, 2. Earl of Listowel                                       |
| 1838 | Oliver George Lambart | Frederick Lambart, 8. Earl of Cavan                                     |
| 1839 | - Charles Pelham Villiers - Edward Ernest Villiers - Henry Montagu Villiers - Augustus Algernon Villiers                 | George Villiers, 4. Earl of Clarendon                                   |
| 1839 | - Algernon Henry Champagné Capell - Adolphus Frederick Charles Molyneux Capell                                           | Arthur Capell, 6. Earl of Essex                                         |
| 1840 | - Felix Thomas Talmash - Arthur Caesar Talmash - Hugh Francis Talmash - Frederick James Talmash - Algernon Gray Talmash  | Lionel Tollemache, 8. Earl of Dysart                                    |
| 1841 | Daniel Heneage Finch-Hatton                                                                                              | George Finch-Hatton, 10. Earl of Winchilsea                             |
| 1842 | - Henry Crichton - Samuel Crichton                                                                                       | John Crichton, 3. Earl Erne                                             |
| 1847 | Claude Lyon-Bowes | Thomas Lyon-Bowes, 12. Earl of Strathmore and Kinghorne                 |
| 1847 | - Charles Augustus Butler-Danvers - Henry Cavendish Butler-Danvers                                                       | George Butler-Danvers, 5. Earl of Lanesborough                          |
| 1855 | - John Carnegie - Charles Carnegie                                                                                       | Sir James Carnegie, 5. Baronet, postum zum Earl of Southesk erklärt.    |
| 1856 | - William George Boyle - Edmund John Boyle                                                                               | Richard Boyle, 9. Earl of Cork                                          |
| 1857 | George Skene Duff | James Duff, 5. Earl Fife                                                |
| 1859 | - Charles Bailie - Robert Baillie - John Baillie - Thomas Baillie                                                        | George Baillie-Hamilton, 10. Earl of Haddington                         |
| 1861 | Moreton William North Cecil North                                                                                        | Dudley North, 7. Earl of Guilford                                       |
| 1862 | - Sidney Herbert - William Reginald Herbert - Michael Henry Herbert                                                      | George Herbert, 13. Earl of Pembroke                                    |
| 1864 | Henry William Caulfeild                                                                                                  | James Caulfeild 3. Earl of Charlemont                                   |
| 1866 | Charles Henry Canvers Butzler                                                                                            | John Butler, 6. Earl of Lanesborough                                    |
| 1866 | James Augustus Erskine                                                                                                   | Walter Erskine, 12. Eral of Kellie                                      |
| 1868 | Everard Henry Primrose                                                                                                   | Archibald Primrose, 5. Earl of Rosebery                                 |
| 1870 | Cecil Ralph Howald | Charles Howard, 5. Earl of Wicklow                                      |
| 1872 | William Lowther | Henry Lowther, 3. Earl of Lonsdale                                      |
| 1873 | - James Charles Dundas - William Fitzwilliam James Dundas - Cospatrick Thomas Dundas                                     | Lawrence Dundas, 3. Earl of Zetland                                     |
| 1874 | - Herny Ramsay - Robert Anderson Ramsay                                                                                  | George Ramsay, 12. Earl of Dalhousie                                    |
| 1880 | - Henry Colville Needham - Edward Thomas Needham                                                                         | Francis, 3. Earl of Kilmorey                                            |
| 1884 | - Berkeley Lionel Scudamore-Stanhope - William Pitt Scudamore-Stanhope                                                   | Henry Scudamore-Stanhope, 9. Earl of Chesterfield                       |
| 1885 | George Thomas Maitland                                                                                                   | Frederick Maitland, 13. Earl of Lauderdale                              |
| 1889 | Arthur Edward Dalzell | Robert Dalzell, 11. Earl of Carnwath                                    |
| 1890 | John William Harris | Edwar Harris, 4. Earl of Malmesbury                                     |
| 1890 | Alexander Edmond FitzMaurice                                                                                             | Edmond, FitzMaurice, 7. Earl of Orkney                                  |
| 1890 | - Henry Powell Gore-Langton - Edward Grenville Gore-Langton                                                              | William Temple-Gore-Langton, 4. Earl Temple of Stowe                    |
| 1892 | - Robert Elphinstone Boyle - Alexander James Boyle                                                                       | David Boyle, 7. Earl of Glasgow                                         |
| 1893 | Randolph de Vere Capell                                                                                                  | George Capell, 7. Earl of Essex                                         |
| 1897 | - Francis James Stuart - Morton Gray Stuart                                                                              | Edmund Archibald Stuart, 15. Earl of Moray                              |
| 1897 | - Louis Guy Scott - Dudley Alexander Charles Scott                                                                       | Beauchamp Scott, 6. Earl of Clonmell                                    |
| 1898 | Robert Julian Orde Jocelyn                                                                                               | William Jocelyn, 6. Earl of Roden                                       |
| 1899 | - Andrew David Murray - Alan David Murray - Alexander David Murray                                                       | William Murray, 5. Earl of Mansfield                                    |
| 1900 | - Edward James Montagu-Stewart-Wortley - Ralph Granville Montagu-Stewart-Wortley - (Alan) Richard Montagu-Stuart-Wortley | Francis Mantagu-Suart-Wortley-Mackenzie. 2. Earl of Wahncliffe          |
| 1904 | - Henry Hugh Courtenay - Frederick Leslie Courtenay                                                                      | Charles Courtenay, 14. Earl of Devon                                    |
| 1916 | - Sarah Nash - Florence Cecilia Proctor - Katherine Maud Thompson                                                        | Walter Annesley, 7. Earl Annesley                                       |
| 1917 | - Marie Sophie Montagu - Olga Blanche Montagu - Helena Leopoldine Vans Best                                              | George Montagu, 9. Earl of Sandwich                                     |
| 1905 | - Clementina Isabel Maude - Eveline Maude                                                                                | N/A (Enkelin von Cornwallis Maude, 1. Earl de Montalt)                  |
| 1918 | Charles William Baillie-Hamilton                                                                                         | George Baillie-Hamilton, 12. Earl of Haddington                         |
| 1923 | - Montague Charles Eliot - Christian Edward Cornwallis Eliot - Arthur Ernest Henry Eliot - Edward Granville Eliot        | Granville Eliot, 7. Earl of St Germans                                  |
| 1925 | Charles Brodrick Amyas Bernard                                                                                           | Percy Bernard, 5. Earl of Bandon                                        |
| 1929 | Algernon George Mowbray Frederick Howard                                                                                 | Gordon Howard, 5. Earl of Effingham                                     |
| 1930 | John Bonynge Coventry | George Coventry, 10. Earl of Coventry                                   |
| 1935 | - Frederick John Boyle - Reginald Courtenay Boyle                                                                        | William Boyle, 12. Earl of Cork                                         |
| 1938 | Charles Eaton Kitchener                                                                                                  | Henry Kitchener, 3. Earl Kitchener                                      |
| 1941 | (Ronald) Stephen Brydges Temple-Gore-Langton                                                                             | Chandos Temple-Gore-Langton, 6. Earl Temple of Stowe                    |
| 1953 | Patrick Francis Maitland, Master of Lauderdale                                                                           | Alfred Maitland, 16. Earl of Lauderdale                                 |
| 1953 | Christian Victor Charles Herbert                                                                                         | Edward Herbert, 5. Earl of Powis                                        |
| 1954 | Anthony George Lowther                                                                                                   | James Lowther, 7. Earl of Lonsdale                                      |
| 1962 | (Arthur Edward) Peter Needham                                                                                            | Francis Needham, 5. Earl of Kilmorey                                    |
| 1963 | - Robin Michael Parker - Nigel Geoffrey Parker                                                                           | John Parker, 6. Earl of Morley                                          |
| 1967 | John William Boyle | Patrick Boyle, 13. Earl of Cork                                         |
| 1974 | (Michael) Albemarle Bowes-Lyon                                                                                           | Michael Bowes-Lyon, 17. Earl of Strathmore and Kinghorne                |
| 1974 | Nicholas John Cunliffe-Lister                                                                                            | David Cunliffe-Lister, 2. Earl of Swinton                               |
| 1991 | - David Mark Herbert - Andrew Clive Herbert                                                                              | George Herbert, 7. Earl of Powis                                        |
| 1992 | - Simon Aubrey Robin Hood Hastings-Bass - John Peter Robin Hood Hastings-Bass                                            | William Hastings-Bass, 17. Earl of Huntingdon                           |
| 1995 | Peter Hugh Charles Stanley                                                                                               | Edward Stanley, 19. Earl of Derby                                       |
| 2004 | Charles George Yule Balfour                                                                                              | Roderick Balfour, 5. Earl of Balfour                                    |
| 2013 | Colin David Carnegy | Patrick Carnegy, 15. Earl of Northesk                                   |

### Jüngerer Sohn eines Viscount
| Jahr | Royal Warrant of Precedence zugunsten von | Bruder von                                     |
| ---- | ----------------------------------------- | ---------------------------------------------- |
| 1835 | - John Petty Ward - Henry Ward            | Edward Ward, 3. Viscount Bangor                |
| 1836 | Francis Grosvenor Hood                    | Samuel Hood-Tibbits, 3. Viscount Hood          |
| 1849 | - George Brodrick - William John Brodrick | Charles Brodrick, 6. Viscount Midleton         |
| 1934 | Alexander Lambert Hood                    | Samuel Hood, 6. Viscount Hood                  |
| 1939 | (Claude) William Hynman Allenby           | Dudley Allenby, 2. Viscount Allenby            |
| 1973 | Edmund Savile Monckton-Arundell           | William Monckton-Arundell, 10. Viscount Galway |

### Jüngerer Sohn eines Baron/Lord of Parliament
| Jahr | Royal Warrant of Precedence zugunsten von | Bruder von                                                   |
| ---- | --- | ------------------------------------------------------------ |
| 1831 | Major Jacob Henniker-Major | John Henniker-Major, 3. Baron Henniker                       |
| 1834 | - Kenelm Somerville - William Somerville | Mark Somerville, 16. Lord Somerville                         |
| 1835 | George Frederick Hotham | Beaumont Hotham, 3. Baron Hotham                             |
| 1837 | William Almericus de Courcy | John de Courcy, 29. Baron Kingsale                           |
| 1837 | William Crofton | Edward Crofton, 2. Baron Crofton                             |
| 1841 | Charles James Trench | Frederick Trench, 2. Baron Ashtown                           |
| 1845 | - Percy Augustus Evans-Freke - Fenton John Evans-Freke - William Charles Evans-Freke                                                                                    | George Evans-Freke, 7. Baron Carbery                         |
| 1847 | Henry Wodehouse | John Wodehouse, 3. Baron Wodehouse                           |
| 1848 | - Charles Samuel Twisleton - Edward Boyd Turner Twisleton | Frederick Twisleton-Wykeham-Fiennes, 10. Baron Saye and Sele |
| 1858 | - Marmaduke Constable-Maxwell - Henry Constable-Maxwell - Joseph Constable-Maxwell                                                                                      | William Constable-Maxwell, 10. Lord Herries of Terregles     |
| 1889 | Thomas John Wynn | William Charles Wynn, 4. Baron Newborough                    |
| 1891 | - Leonard Holmes à Court - Richard Henry Holmes à Court - Charles Holmes à Court - Herbert Edward Holmes à Court - Alfred Holmes à Court - Henry Worsley Holmes à Court | The 3rd Baron Heytesbury                                     |
| 1892 | - Gilbert Holles Farrer Vane - William Lyonel Vane | Henry de Vere Vane, 9. Baron Barnard                         |
| 1896 | Richard Douglas Denman | Thomas Denman, 3. Baron Denman                               |
| 1897 | Henry Edward Maxwell | Somerset Maxwell, 10. Baron Farnham                          |
| 1901 | Charles Joseph Thaddeus Dormer | Roland Dormer, 13. Baron Dormer                              |
| 1902 | Cecil Henry Law | Edward Law, 5. Baron Ellenborough                            |
| 1913 | - James Alexander Borthwick - Malcolm Algernon Borthwick | Thomas Borthwick, 1. Baron Whitburgh                         |
| 1913 | Frederic George Morgan | Courtenay Morgan, 3. Baron Tredegar                          |
| 1917 | Robert Disney Leith Alexander | Gervase Alexander, 12. Baron Cobham                          |
| 1920 | - Piers Edwin Dutton - Arthur Brandreth Scott Dutton | James Dutton, 6. Baron Sherborne                             |
| 1921 | Gavin Campbell | Alaistair Campbell, 4. Baron Stratheden and Campbell         |
| 1924 | - Peter Hotham - John David Hotham | Henry Hotham, 7. Baron Hotham                                |
| 1929 | - Brian Arthur O’Neill - Terence Marne O’Neill | Shane O’Neill, 3. Baron O’Neill                              |
| 1929 | Algernon George Mowbray Frederick Howard | Gordon Howard, 5. Earl of Effingham                          |
| 1930 | David Allan Bethell | Richard Bethell, 4. Baron Westbury                           |
| 1933 | (John) David Fellowes | Ailwyn Fellowes, 3. Baron de Ramsey                          |
| 1934 | - Michael Thomas Henderson - Roderic Harold Dalzell Henderson | Gavin Henderson, 2. Baron Faringdon                          |
| 1935 | - Bryan Bertram Bellew - George Rothe Bellew - Patrick Herbert Bellew                                                                                                   | Edward Bellew, 5. Baron Bellew                               |
| 1937 | James Weyland Darling | Robert Darling, 2. Baron Darling                             |
| 1940 | Ronald Orland Lawrence Kay-Shuttleworth | Richard Kay-Shuttleworth, 2. Baron Shuttleworth              |
| 1941 | Peter Waldo Somerset Gough-Calthorpe | Ronald Gough-Calthorpe, 9. Gough-Calthorpe                   |
| 1942 | Evelyn Thomas Francis Ralph Fitzherbert | Basil Fitzherbert, 14. Baron Stafford                        |
| 1942 | Terence Eden | Geoffrey Eden, 7. Baron Auckland                             |
| 1942 | (William) David Gibson | Edward Gibson, 3. Baron Ashbourne                            |
| 1944 | Grey Aldworth Neville | Henry Neville, 9. Baron Braybrooke                           |
| 1944 | - Peter de Brissac Dickinson - Hugh Geoffrey Dickinson - David Christopher Dickinson                                                                                    | Richard Dickinson, 2. Baron Dickinson                        |
| 1945 | Peter Robert Thellusson | Charles Thellusson, 8. Baron Rendlesham                      |
| 1945 | Francis Michael Hepburne-Scott | Henry Hepburne-Scott, 10. Lord Polwarth                      |
| 1946 | William Hereward Charles Rollo | John Rollo, 12. Lord Rollo                                   |
| 1948 | Cecil Eustace Irby | Greville Irby, 7. Baron Boston                               |
| 1950 | Sir Richard Augustus Sandys | Arthur Sandys, 6. Baron Sandys                               |
| 1950 | Cailain Douglas Campbell-Gray | Angus Campbell-Gray, 22. Lord Gray                           |
| 1951 | Christopher Roger Chetwode | Philip Chetwode, 2. Baron Chetwode                           |
| 1955 | Hon. William Howarth Vestey | Samuel Vestey, 3. Baron Vestey                               |
| 1958 | - Arthur Romer Wynn - Charles Watkin Meredith Wynn - Rowland Tempest Beresford Wynn                                                                                     | Robert Wynn, 6. Baron Newborough                             |
| 1959 | Simon Kenlis Maxwell | Barry Maxwell, 12. Baron Farnham                             |
| 1961 | George Christian Darell Jeffreys | Mark Jeffreys, 2. Baron Jeffreys                             |
| 1963 | Richard Towneley Strachey | Charles Strachey, 4. Baron O’Hagan                           |
| 1964 | Peter Charles Baillie | Michael Baillie, 3. Baron Burton                             |
| 1967 | Michael Mosley | Nicholas Mosley, 3. Baron Ravensdale                         |
| 1969 | - Richard Philip Christopher Nall-Cain - David Michael Anthony Nall-Cain                                                                                                | Charles Nall-Cain, 3. Baron Brocket                          |
| 1973 | Richard Morgan Oliver Stanley | Thomas Stanley, 8. Baron Stanley of Alderley                 |
| 1976 | Anthony Paul Irby | Gerald Irby, 9. Baron Boston                                 |
| 1983 | - Adam Mark Haslingden Russell - Daniel Charles Edward Russell | Simon Russell, 3. Baron Russell of Liverpool                 |
| 1987 | Charles William du Roy de Blicquy Galbraith | Thomas Galway, 2. Baron Strathclyde                          |
| 1989 | Charles Julian Rea | Nicolas Rea, 3. Baron Rea                                    |
| 1991 | Edward Renfric Arundell | John Arundell, 10. Baron Talbot of Malahide                  |
| 1991 | Mark Hugh Gordon Palmer | Adrian Palmer, 4. Baron Palmer                               |
| 1997 | Charles Henry Kenneth Hopkinson | Alisdair Hopkinson, 2. Baron Colyton                         |
| 2003 | (Ashley) George Ponsonby | Rupert Ponsonby, 7. Baron de Mauley                          |
| 2007 | Richard David Borwick | Jamie Borwick, 5. Baron Borwick                              |
| 2008 | Philip Morton Douglas-Pennant | Simon Douglas-Pennant, 7. Baron Penrhyn (Halbbruder)         |
| 2009 | - James George Augustus Lumley-Savile - Peter Edward Henry Lumley-Savile - Robin William Matthew Lumley-Savile                                                          | John Lumley-Savile, 4. Baron Savile (half-brother)           |
| 2018 | - Michael Joseph Mosley - Francis Shaun Mosley - Aidan Clifford Mosley - Thomas Kieran Mosley                                                                           | Daniel Mosley, 4. Baron Ravensdale                           |

### Tochter eines Duke
| Jahr | Royal Warrant of Precedence zugunsten von                                                                     | Schwester von                                        |
| ---- | --- | ---------------------------------------------------- |
| 1846 | - Hon. Charlotte Augusta Leopoldina Murray - Hon. Frances Juliet Maynard                                      | John Stewart-Murray, 7. Duke of Atholl               |
| 1858 | Fanny Howard                                                                                                  | William Cavendish, 7. Duke of Devonshire             |
| 1879 | Ottoline Morrell                                                                                              | William Cavendish-Bentinck, 6. Duke of Portland      |
| 1884 | - Victoria Alexandrina Hamilton - Mary Angela Scott                                                           | Henry Wellesley, 3. Duke of Wellington               |
| 1914 | Elspeth Angela Campbell                                                                                       | Niall Campbell, 10. Duke of Argyll                   |
| 1925 | - Julia Margaret Hulbert - Beatrice Jane Skelton - Gertrude Ward Seymour - Agnes Mary Seymour                 | Edward Seymour, 16. Duke of Somerset                 |
| 1931 | - (Margaret) Jane FitzRoy - Mary Rose FitzRoy                                                                 | John FitzRoy, 9. Duke of Grafton                     |
| 1936 | - Anna Byron, Baroness Byron - Victoria Alexandrina Mabel Seymour - Violet Freddie Wilson                     | Charles FitzRoy, 10. Duke of Grafton                 |
| 1947 | Princess Katherine of Greece and Denmark                                                                      | N/A (Tochter von Konstantin I. von Griechenland)     |
| 1954 | Dorothy Alice Margaret Augusta Mack                                                                           | William Grosvenor, 3. Duke of Westminster            |
| 1975 | - Hon. Mariegold Magdalene Jamieson - Hon. Miriam Hubbard - Hon. Miranda Mary Emmet - Mirabel Magdalene Kelly | Miles Stapleton-Fitzalan-Howard, 17. Duke of Norfolk |
| 2003 | Venetia Barbara Cavendish-Bentinck                                                                            | Ferdinand Cavendish-Bentinck, 8. Duke of Portland    |
| 2003 | - Lucy Helen Pelham - Katharine Mary Watts - Alice Marian Fremantle                                           | Francis Egerton, 7. Duke of Sutherland               |

### Tochter eines Marquess
| Jahr | Royal Warrant of Precedence zugunsten von                                                                      | Schwester von                                      |
| ---- | --- | -------------------------------------------------- |
| 1809 | - Mary Saurin - Harriet Hoare                                                                                  | William O’Brien, 2. Marquess of Thomond            |
| 1831 | - Sophia FitzClarence - Mary Fox - Augusta Kennedy-Erskine                                                     | N/A (Uneheliche Töchter von König Wilhelm IV.)     |
| 1837 | - Mary Beckwith - Christian Douglas - Catharine Heron Douglas                                                  | Charles Douglas, 6. Marquess of Queensberry        |
| 1846 | Hannah Eleanor Cathcart                                                                                        | Archibald Kennedy, 2. Marquess of Ailsa            |
| 1871 | - Emily Charlotte Ormsby-Gore - Matilda Horatia Seymour - Laura, Gräfin von Gleichen                           | Francis Seymour, 5. Marquess of Hertford           |
| 1907 | - Maria Louisa Helen Welby - Geraldine Mariana Hoare                                                           | Frederick Hervey, 4. Marquess of Bristol           |
| 1917 | Sylvia Gay Gleichen                                                                                            | N/A (Ehefrau von Lord Edward Gleichen)             |
| 1917 | - Feodora Georgina Maud Gleichen - Victoria „Valda“ Alice Leopoldina Ada Laura Machell - Helena Emily Gleichen | N/A (Schwestern von Lord Edward Gleichen)          |
| 1930 | - Anne Cecil Kerr - Margaret Mary Kerr - (Gertrude) Minna Butler-Thwing                                        | Philip Kerr, 11. Marquess of Lothian               |
| 1940 | Margaret Katherine Seymour                                                                                     | Hugh Seymour, 8. Marquess of Hertford              |
| 1946 | Mary Margaret Elizabeth Myddelton                                                                              | George Petty-Fitzmaurice, 8. Marquess of Lansdowne |
| 1953 | - Sheelah Annette Treherne - Noreen Branson                                                                    | Denis Browne, 10. Marquess of Sligo                |
| 1970 | - Pamela Paulet - Eileen Cecil Theo Fitton                                                                     | Richard Paulet, 17. Marquess of Winchester         |
| 1970 | (Angela) Jane Paulet                                                                                           | Nigel Paulet, 18. Marquess of Winchester           |
| 1970 | - Marioth Christina James - Caroline Susan Elizabeth Tyrrell                                                   | David Hay, 12. Marquess of Tweeddale               |
| 1973 | Dora Elizabeth Pink                                                                                            | Charles Tottenham, 8. Marquess of Ely              |
| 1992 | Caroline Sylvia Borg                                                                                           | Robin Hill, 8. Marquess of Downshire               |
| 2003 | - Angela Isabel Mary Keating - Henrietta Emily Charlotte Purbrick                                              | Christopher Nevill, 6. Marquess of Abergavenny     |
| 2022 | Ulicia Catherine Edwards                                                                                       | Sebastian Browne, 12. Marquess of Sligo            |

### Ehefrau eines Viscount
| Date | Warrant in favour of | Deceased husband                                                            |
| ---- | -------------------- | --------------------------------------------------------------------------- |
| 1925 | Hon. Ethel Rose Hood | Hon. Maurice Henry Nelson Hood (Sohn von Arthur Hood, 2. Viscount Bridport) |

### Frau des ältesten Sohnes eines Earl
| Datum | Royal Warrant of Precedence zugunsten von | Verstorbener Ehemann                                                                           |
| ----- | ----------------------------------------- | ---------------------------------------------------------------------------------------------- |
| 1945  | Hon. Pamela Margaret Hore-Ruthven         | (Alexander) Patrick Hardinge Hore-Ruthven (Sohn von Alexander Hore-Ruthven, 1. Earl of Gowrie) |

### Tochter eines Earl
| Jahr | Royal Warrant of Precedence zugunsten von                                                                                           | Schwester von                                                           |
| ---- | --- | ----------------------------------------------------------------------- |
| 1808 | Dame Amelia Hume | John Egerton, 7. Earl of Bridgewater                                    |
| 1818 | Cecilia Charlotte Leeson | Joseph Leeson, 4. Earl of Milltown                                      |
| 1832 | - Anna Louisa de Burgh - Catherine Henrietta Bernard - Charlotte Sophia Wolfe - Louisa Frances Synge-Hutchinson                     | John Hely-Hutchinson, 3. Earl of Donoughmore                            |
| 1832 | - Albinia Jane Foster - Hariett Hagerman - Vere Catherine Louisa Cameron                                                            | George Hobart-Hampden, 5. Earl of Buckinghamshire                       |
| 1832 | - Harriet Garnier - Lady Lucy North - Elizabeth de Grey, Baroness Walsingham                                                        | Francis North, 6. Earl of Guilford                                      |
| 1835 | - Harriet Searle - Charlotte Dillon, Countess of Roscommon - Susan Margaret Talbot                                                  | John Talbot, 16. Earl of Shrewsbury                                     |
| 1835 | - Elizabeth Courtenay - Catherine Berens - Frances Charlotte Bouverie                                                               | William Courtenay, 10. Earl of Devon                                    |
| 1835 | - Charlotte Douglas - Elizabeth Emma Ash - Caroline Fox                                                                             | George Douglas, 17. Earl of Morton                                      |
| 1836 | Agneta Elizabeth Yorke | Charles Yorke, 4. Earl of Hardwicke                                     |
| 1837 | - Mary Catherine Lindsay - Elizabeth Anne Gore - Emily Jane Gore                                                                    | Philip Gore, 4. Earl of Arran                                           |
| 1858 | Fanny Cavendish (später Tochter eines Duke 1858)                                                                                    | William Cavendish, 2. Earl of Burlington (später 7. Duke of Devonshire) |
| 1837 | - Letitia Aldworth - Katherine Anne Balders                                                                                         | William Hare, 2. Earl of Listowel                                       |
| 1838 | - Henrietta Augusta Lambart - Alicia Lambart - Julia Lambart                                                                        | Frederick Lambart, 8. Earl of Cavan                                     |
| 1839 | Maria Theresa Lister | George Villiers, 4. Earl of Clarendon                                   |
| 1839 | - Horatia Capell - Jane Macloughlin - Marquise Maria de Fontanelle - Amelia Capell                                                  | Arthur Capell, 6. Earl of Essex                                         |
| 1840 | - Catherine Camilla Sinclair - Frances Emily Talmash - Katharine Octavia Talmash - Laura Maria Talmash                              | Lionel Tollemache, 8. Earl of Dysart                                    |
| 1841 | - Louisa Anne Hope - Emily Mary Lawrence                                                                                            | George Finch-Hatton, 10. Earl of Winchilsea                             |
| 1842 | Helena Trench | George Perceval, 6. Earl of Egmont                                      |
| 1842 | - Catherine Sanderson - Hellen Crichton - Charlotte Crichton - Mary Crichton                                                        | John Crichton, 3. Earl Erne                                             |
| 1843 | Maria Emma Catherine Ponsonby | George Coventry, 9. Earl of Coventry                                    |
| 1845 | Hon. Margaret Henrietta Maria Grey                                                                                                  | George Grey, 7. Earl of Stamford                                        |
| 1845 | - Mary Georgiana Pery - Emile Caroline Gray - Cecilia Annabella Repton - Augusta Frederica Pery                                     | William Pery, 2. Earl of Limerick                                       |
| 1846 | - Jane Dawson-Damer - Caroline Mary Dawson-Damer - Elizabeth Williamsa Anne Dawson-Damer - Louisa Georgiana Dawson-Damer            | Henry Dawson-Damer, 3. Earl of Portarlington                            |
| 1847 | Frances Lyon-Bowes | Thomas Lyon-Bowes, 12. Earl of Strathmore and Kinghorne                 |
| 1847 | Emily Jane Digby | George Butler-Danvers, 5. Earl of Lanesborough                          |
| 1849 | - Mildred Uniacke - Frances Carter - Catherine Perry                                                                                | Robert Bourke, 5. Earl of Mayo                                          |
| 1856 | - Louisa Caroline Elizabeth Boyle - Mary Emily Boyle                                                                                | Richard Boyle, 9. Earl of Cork                                          |
| 1875 | Mary Russell | Charles Perceval, 7. Earl of Egmont                                     |
| 1889 | - Mary Isabella Leith - Charlotte Emma Maud Rolleston                                                                               | Robert Dalzell, 11. Earl of Carnwath                                    |
| 1897 | - Cornelia Truell - Elizabeth Rae                                                                                                   | Edmund Archibald Stuart, 15. Earl of Moray                              |
| 1897 | - Evelyn Mary Scott - Jessie Louisa Scott - Annie Henrietta Fane                                                                    | Beauchamp Scott, 6. Earl of Clonmell                                    |
| 1898 | - Marjorie Louisa Mackenzie - Mabel Emily Murray                                                                                    | William Murray, 5. Earl of Mansfield                                    |
| 1902 | - Laura Mary Sholto Douglas - Mabel Florence Harriett Smith - Theresa Evelyn Vilunza Fletcher                                       | William Wentworth-Fitzwilliam, 7. Earl Fitzwilliam                      |
| 1910 | Mary Emily Dew | Charles Somerset, 6. Earl of Carrick                                    |
| 1917 | Countess Anastasia de Torby (Zia, Lady Wernher)                                                                                     |                                                                         |
| 1921 | Cynthia Lettice Margaret Bernard | Percy Bernard, 5. Earl of Bandon                                        |
| 1923 | Blanche Elizabeth Eaton | Granville Eliot, 7. Earl of St Germans                                  |
| 1927 | - Jaquetta Williams - Mabel Stafford Lunn                                                                                           | Henry Northcote, 3. Earl of Iddesleigh                                  |
| 1928 | Wilhelmina Joan Mary FitzClarence                                                                                                   | Geoffrey FitzClarence, 5. Earl of Munster                               |
| 1937 | (Helen Christina) Joanna Crane | Sholto Douglas, 20. Earl of Morton                                      |
| 1930 | - Helena Ryder, Viscountess Sandon - Peggy Virginia Hoare                                                                           | George Coventry, 10. Earl of Coventry                                   |
| 1935 | - Caroline Elizabeth Drummond - Cecilia Georgiana Corbally - Theresa Selina Herbert - Evelyn Blanche Boyle - Geraldine Lilian Boyle | William Boyle, 12. Earl of Cork                                         |
| 1938 | Enid Doreen Grace Browne | Edwyn Scudamore-Stanhope, 10. Earl of Chesterfield                      |
| 1938 | Kenya Kitchener | Henry Kitchener, 3. Earl Kitchener                                      |
| 1940 | - Eva Mary Makirdy - Clare Isma Hartnell                                                                                            | Gervas Pierrepont, 6. Earl Manvers                                      |
| 1941 | (Elizabeth) Ann Bathurst | Chandos Temple-Gore-Langton, 6. Earl Temple of Stowe                    |
| 1942 | - Angela Milles-Lade - Diana Milles-Lade - Isabel Milles-Lade                                                                       | George Milles-Lade, 4. Earl Sondes                                      |
| 1943 | - Lilian Frances Hardinge - Clementine Ivy Metge                                                                                    | Ronald Graham-Toler, 5. Earl of Norbury                                 |
| 1944 | Lilian Mary Theodora Austin | Roger Lumley, 11. Earl of Scarbrough                                    |
| 1947 | Edith Sybil Foxwell | N/A (Nichte von Horace Lambart, 11. Earl of Cavan)                      |
| 1948 | - Janet Chard - Nicola Marianne Morley - (Margaret) Alison Sinclair - (Euphemia) Meredith Sinclair                                  | James Sinclair, 19. Earl of Caithness                                   |
| 1950 | - Barbara Joan North - Angela Mary North                                                                                            | Edward North, 9. Earl of Guilford                                       |
| 1951 | Doreen Stella Gwinnett | Galbraith Lowry-Corry, 7. Earl of Belmore                               |
| 1953 | (Ella) Mary Blumer | Patrick Francis Maitland, Master of Lauderdale                          |
| 1953 | - Hon. Mary Helena Maitland - Hon. Anne Priscilla Maitland - Hon. Elizabeth Sylvia Maitland                                         | N/A (Enkelinnen von Ian Maitland, 15. Earl of Lauderdale)               |
| 1953 | - Dorothy Marguerite Elizabeth Hepburn-Stuart-Forbes-Trefusis - Phyllis Hedworth Camilla Holt                                       | Edward Herbert, 5. Earl of Powis                                        |
| 1954 | Anne Mary Fane | James Lowther, 7. Earl of Lonsdale                                      |
| 1956 | Rosemary Verena Edith Villiers | George Villiers, 7. Earl of Clarendon                                   |
| 1960 | (Winifred) Anne Grizel Cochrane | Ian Cochrane, 14. Earl of Dundonald                                     |
| 1961 | Elizabeth Georgiana Anson | Patrick Anson, 5. Earl of Lichfield                                     |
| 1962 | Frances Mary Elizabeth Ashley-Cooper                                                                                                | Anthony Ashley-Cooper, 10. Earl of Shaftesbury                          |
| 1962 | Mary Esther Constance Combe | Francis Needham, 5. Earl of Kilmorey                                    |
| 1964 | Elizabeth Francis | Robert Annesley, 9. Earl Annesley                                       |
| 1967 | Margaret Isabel Ayre | James of Mar, 29. Earl of Mar                                           |
| 1967 | Elizabeth Theresa Dodd-Noble | Patrick Boyle, 13. Earl of Cork                                         |
| 1967 | Margaret Isabel Ayre | James of Mar, 29. Earl of Mar                                           |
| 1969 | - Hon. Elizabeth Maria Nugent - Hon. Henrietta Guinness                                                                             | Benjamin Guinness, 3. Earl of Iveagh                                    |
| 1971 | Jane Rosamond Mary Foljambe | Edward Foljambe, 5. Earl of Liverpool                                   |
| 1972 | Jean Douglas Bibby | John Carnegie, 12. Earl of Northesk                                     |
| 1974 | - Mary Cecilia Colman - Patricia Maud Tetley                                                                                        | Michael Bowes-Lyon, 17. Earl of Strathmore and Kinghorne                |
| 1976 | Anne Rhoda Marsham | Michael Marsham, 7. Earl of Romney                                      |
| 1976 | Jemima Rose Yorke | Joseph Yorke, 10. Earl of Hardwicke                                     |
| 1977 | Diana Merial Moorhouse | Anthony Coke, 6. Earl of Leicester                                      |
| 1980 | Rose Deidre Margaret Lauritzen | Rufus Keppel, 10. Earl of Albemarle                                     |
| 1985 | Enid Emma Charlotte Curzon | Frederick Curzon, 7. Earl Howe                                          |
| 1985 | Katherine Elizabeth Nall-Cain | John Palmer, 4. Earl of Selborne                                        |
| 1986 | Helen Moncrieff Motteux | George Hobart-Hampden, 10. Earl of Buckinghamshire                      |
| 1990 | Jean Mary Babington-Smith | John Meade, 7. Earl of Clanwilliam                                      |
| 1991 | Elizabeth Barbarina Holden | George Herbert, 7. Earl of Powis                                        |
| 1992 | Emma Alice Mary Balding | William Hastings-Bass, 17. Earl of Huntingdon                           |
| 1995 | - Hon. Lucinda Ruth Bellville - Hon. Emma Geraldine Anne Cordingley                                                                 | Quentin Wallop, 10. Earl of Portsmouth                                  |
| 2000 | - Sophia Georgiana Child Villiers - Helen Katherine Luisa Child Villiers - Luciana Dorothea Sacha Child Villiers                    | William Villiers, 10. Earl of Jersey                                    |
| 2006 | - Lavinia Macdonald Lockhart - Sarah Ward                                                                                           | Julian Marsham, 8. Earl of Romney                                       |
| 2012 | Emma Joy Fellowes (Ehefrau von Julian Fellowes, Baron Fellowes of West Stafford)                                                    | N/A (Nichte von Henry Kitchener, 3. Earl Kitchener)                     |
| 2019 | - Violet Jean Eliot - Ruby Radigund Eliot                                                                                           | Albert Eliot, 11. Earl of St Germans                                    |

### Tochter eines Viscount
| Jahr | Royal Warrant of Precedence zugunsten von                                                    | Schwester von                                            |
| ---- | -------------------------------------------------------------------------------------------- | -------------------------------------------------------- |
| 1835 | - Theodosia Osborne - Arabella Edward Wolstenholme - Urania Caroline Meade                   | Edward Ward, 3. Viscount Bangor                          |
| 1836 | Caroline Gregory                                                                             | Samuel Hood-Tibbits, 3. Viscount Hood                    |
| 1836 | - Matilda Sophia Austen - Georgiana Maunsell - Caroline Elizabeth Maunsell                   | N/A (Nichte von Borlase Cokayne, 6. Viscount Cullen)     |
| 1837 | - Maria Catherine Barlow - Dame Charlotte Goodricke - Emily Grace Grantham                   | William Fortescue, 2. Viscount Clermont                  |
| 1838 | Mary Anne Adams                                                                              | N/A (Nichte von Borlase Cokayne, 6. Viscount Cullen)     |
| 1843 | Louisa Bellamy                                                                               | Adam Gordon, 11. Viscount of Kenmure                     |
| 1849 | - Louisa Scott - Frances Tolley                                                              | Charles Brodrick, 6. Viscount Midleton                   |
| 1914 | - Dorothy Nelson-Ward - Rachel Caulfield                                                     | James Caulfeild, 8. Viscount Charlemont                  |
| 1914 | - Dorothy Mary Cross - Georgina Marjorie Cross - Katharine Cross - Ellinor Frances Cross     | Richard Assheton Cross, 2. Viscount Cross                |
| 1930 | - Magdalen Blanche Gillilan - Rosamond Mary Cary                                             | Richard Curzon, 2. Viscount Scarsdale                    |
| 1934 | - Hilda Ellen Dillon - Margaret Sophia Taylor - Evelina Victoria Mahaffy - Vere Mary Marsden | Arthur Dillon, 18. Viscount Dillon                       |
| 1946 | - Sydney Lilian Sebright Freeman - Evelyn Beatrice Byng - Gladys Irene Portsmouth            | Arthur Byng, 10. Viscount Torrington                     |
| 1950 | - Rosemary Goolden - Jennifer Lowther                                                        | N/A (Tanten von Nicholas Lowther, 2. Viscount Ullswater) |
| 1951 | Kirstin Elizabeth Lowther                                                                    | Nicholas Lowther, 2. Viscount Ullswater                  |
| 1953 | (Diana) Bridget Devereux                                                                     | Robert Devereux, 18. Viscount Hereford                   |
| 1953 | Angela Hargreaves                                                                            | John Goschen, 3. Viscount Goschen                        |
| 1953 | Rosemary Tennyson-d’Eyncourt                                                                 | Robert Devereux, 18. Viscount Hereford                   |
| 1973 | Rosamond Vere Read                                                                           | William Monckton-Arundell, 10. Viscount Galway           |
| 1980 | (Christian) Avril Curzon                                                                     | Francis Curzon, 3. Viscount Scarsdale                    |
| 1988 | - Lucia Anne Lewis - Jocelyne Allfrey                                                        | Francis FitzRoy Newdegate, 3. Viscount Daventry          |
| 1995 | - Jennifer Smith-Bingham - Diana Harrap                                                      | Alastair Akers-Douglas, 4. Viscount Chilston             |
| 1996 | - Helena Mary Bayly - Daphne Montgomery                                                      | Robin Bridgeman, 3. Viscount Bridgeman                   |
| 2000 | - Barbara Marie-Louise Constance Gilmour - (Anne) Denise Orange                              | Richard Berry, 3. Viscount Kemsley                       |

### Tochter eines Baron/Lord of Parliament
| Jahr | Royal Warrant of Precedence zugunsten von                                                                                | Schwester von                                                |
| ---- | --- | ------------------------------------------------------------ |
| 1834 | - Mary Digby - Frances Somerville - Julia Valenza Head                                                                   | Mark Somerville, 16. Lord Somerville                         |
| 1837 | Catherine Savery de Lisle Beamish                                                                                        | John de Courcy, 29. Baron Kingsale                           |
| 1837 | - Susannah Anne Caulfield - Charlotte Antrobus - Frances Tighe - Sophia Crofton - Frederica McLaughlin                   | Edward Crofton, 2. Baron Crofton                             |
| 1838 | - Maria King - Henrietta Priscilla Smith                                                                                 | Guy Carleton, 3. Baron Dorchester                            |
| 1841 | - Francis Mary Trench - Emily Sarah Trench - Harriett Rose Trench                                                        | Frederick Trench, 2. Baron Ashtown                           |
| 1841 | Mary Grey Wills | Henry Sandford, 2. Baron Mount Sandford                      |
| 1845 | Jane Grace Dorothea Bernard                                                                                              | George Evans-Freke, 7. Baron Carbery                         |
| 1847 | Anne Pipon | Robert Rodney, 6. Baron Rodney                               |
| 1848 | Mary Elizabeth Gisborne                                                                                                  | Frederick Twisleton-Wykeham-Fiennes, 10. Baron Saye and Sele |
| 1858 | Theresa Clifford | William Constable-Maxwell, 10. Lord Herries of Terregles     |
| 1889 | - Mabel Wynn - Dorothy Beatrix Wynn                                                                                      | William Charles Wynn, 4. Baron Newborough                    |
| 1895 | - Florence Maria Daly - Elinor Gertrude Daly                                                                             | James Daly, 4. Baron Dunsandle and Clanconal                 |
| 1901 | - Charles Joseph Thadeus Dormer - Eveline Mary Stewart - Mary Catherine Rees - Ethel Mary Dormer - Constance Mary Dormer | Rowland John Dormer, 13. Baron Dormer                        |
| 1901 | Mary Selina Noel-Hill | Thomas Noel-Hill, 8. Baron Berwick                           |
| 1904 | Ruth Hester Frances Scarlett                                                                                             | Shelley Scarlett, 5. Baron Abinger                           |
| 1904 | - Elinor Colston Brunton - Letitia Margaret Hazell - Sybil Borthwick                                                     | John Savile, 2. Baron Savile                                 |
| 1913 | - Mabel Georgiana Crofton - Theresa Diana Chichester                                                                     | Thomas Borthwick, 1. Baron Whitburgh                         |
| 1913 | - Blanche Frances Hoare - Violet Wilhelmina Mundy                                                                        | Arthur Crofton, 4. Baron Crofton                             |
| 1913 | - Helen Margaretta Winn - Stephanie Maryon-Wilson - Margaretta Anne Winn                                                 | Courtenay Morgan, 3. Baron Tredegar                          |
| 1913 | - Helen Margaretta Winn - Stephanie Maryon-Wilson - Margaretta Anne Winn                                                 | Rowland Allanson-Winn, 5. Baron Headley                      |
| 1917 | - Mary Isabel Shaw - Muriel Helen Thornely                                                                               | Gervase Disney Alexander, 15. Baron Cobham                   |
| 1924 | - Eleanor Ethel Hotham - Elizabeth Hotham                                                                                | Henry Hotham, 7. Baron Hotham                                |
| 1921 | - Lucy Anna Maria Storrs - Marion Isabella Tower - Violet Emily Cockayne-Cust - Annette Katherine Wheatley               | Adelbert Cust, 5. Baron Brownlow                             |
| 1921 | Jean Campbell | Alaistair Campbell, 4. Baron Stratheden and Campbell         |
| 1923 | - Gladys Foljambe - Dorothy Albreda Bewicke-Copley                                                                       | Robert Bewicke-Copley, 5. Baron Cromwell                     |
| 1924 | Catherine Muriel Hotham                                                                                                  | Henry Hotham, 7. Baron Hotham                                |
| 1929 | Sibyl Buxton | Shane O’Neill, 3. Baron O’Neill                              |
| 1930 | Veronica Wenefryde Nefertari Bethell                                                                                     | Richard Bethell, 4. Baron Westbury                           |
| 1931 | (Ursula) Moyra Lubbock                                                                                                   | John Lubbock, 3. Baron Avebury                               |
| 1933 | Ursula Katharine Hanbury-Tracy                                                                                           | Richard Hanbury-Tracy, 6. Baron Sudeley                      |
| 1933 | Diana Rosamond Broughton                                                                                                 | Ailwyn Fellowes, 3. Baron de Ramsey                          |
| 1934 | Margaret „Peggy“ Violet Stockdale                                                                                        | Alexander Henderson, 2. Baron Faringdon                      |
| 1935 | - Guendaline Ada Thomas - Ada Kate Domvile                                                                               | Edward Bellew, 5. Baron Bellew                               |
| 1937 | - Diana Frederica Price - Joan Gifford                                                                                   | Charles Gifford, 5. Baron Gifford                            |
| 1938 | - Miriam Louisa Rothschild - Elizabeth Charlotte Rothschild - Kathleen Annie Pannonica                                   | Victor Rothschild, 3. Baron Rothschild                       |
| 1938 | Mary Heritage Banbury | Charles Banbury, 2. Baron Banbury of Southam                 |
| 1938 | - Daisy Hobson - Ivy Mitchison - Lily Everett                                                                            | Ernest Denison, 6. Baron Londesborough                       |
| 1940 | Rosemary Kay-Shuttleworth                                                                                                | Richard Kay-Shuttleworth, 2. Baron Shuttleworth              |
| 1942 | Ivy Maude Dawson | Geoffrey Eden, 7. Baron Auckland                             |
| 1942 | - Erica Alba Rutland - Kathleen Mary Russell - Elizabeth Marion Richardson                                               | Edward Gibson, 3. Baron Ashbourne                            |
| 1943 | Pamela Muriel Dorine Colyer                                                                                              | N/A (Enkelinnen Hugo Hirst, 1. Baron Hirst)                  |
| 1944 | - Magdalene Grace Neville - Evelyn Neville - Mirabel Mary Neville - Audrey Neville - Cicely Neville                      | Henry Neville, 9. Baron Braybrooke                           |
| 1945 | Cynthia Adeline Elizabeth                                                                                                | Charles Thellusson, 8. Baron Rendlesham                      |
| 1946 | - Torfrida Henrietta Louisa Rollo - Gylla Constance Susan MacGregor                                                      | John Rollo, 12. Lord Rollo                                   |
| 1946 | Rosina Lois Veronica MacNamee                                                                                            | Thomas Touchet-Jesson, 23. Baron Audley                      |
| 1947 | - (Lilian) Anne Grenville Morgan-Grenville - (Caroline) Jane Grenville Morgan-Grenville                                  | Mary Freeman-Grenville, 12. Lady Kinloss                     |
| 1947 | - Dorothy Anne Graham - Susan Silence Beauchamp                                                                          | John North, 13. Baron North                                  |
| 1948 | Diana Marie Faith Crofton                                                                                                | Blaise Crofton, 5. Baron Crofton                             |
| 1948 | - Caroline Yorke Banner - Mary Dorothy Harmer                                                                            | Arthur Cocks, 7. Baron Somers                                |
| 1948 | Evelyn Augusta Irby | Greville Irby, 7. Baron Boston                               |
| 1948 | - Deborah Mary Thomas - Shirley Joan Drayson - Rachel Kathleen Zvegintzov - Elspeth Lorraine Musson                      | David Bailey, 4. Baron Glanusk                               |
| 1949 | Rose Maud Talbot | Milo Talbot, 7. Baron Talbot de Malahide                     |
| 1949 | Frances Phoebe Phillimore                                                                                                | Robert Phillimore, 3. Baron Phillimore                       |
| 1950 | Mary Cassandra Chippindale                                                                                               | Arthur Sandys, 6. Baron Sandys                               |
| 1950 | - Fiona Faith Campbell-Gray - Christine Anne Lockhart                                                                    | Angus Campbell-Gray, 22. Lord Gray                           |
| 1951 | Sophie Harriet Liddell                                                                                                   | Arthur Liddell, 8. Baron Ravensworth                         |
| 1955 | Rose Marian Skinner | Geoffrey Rowley-Conwy, 9. Baron Langford                     |
| 1957 | Monica Noel-Hill | Charles Noel-Hill, 9. Baron Berwick                          |
| 1959 | Sheelin Virginia Maxwell                                                                                                 | Barry Maxwell, 12. Baron Farnham                             |
| 1963 | - Frances Towneley Strachey - Jane Towneley Strachey                                                                     | Charles Strachey, 4. Baron O’Hagan                           |
| 1964 | Jeryl Marcia Sarah Smith-Ryland                                                                                          | Philip Gurdon, 3. Baron Cranworth                            |
| 1964 | Judith Evelyn Maud Campbell                                                                                              | Michael Baillie, 3. Baron Burton                             |
| 1967 | Vivien Elisabeth Adam | Nicholas Mosley, 3. Baron Ravensdale                         |
| 1977 | Elaine Barbara Julia Whidborne                                                                                           | Andrew St John, 21. Baron St John of Bletso                  |
| 1979 | - Ann Rosemary Hope Newman - Stella Hope Robinson - Lorna Margaret Dorothy Hanley                                        | Gordon Hope-Morley, 3. Baron Hollenden                       |
| 1982 | Meriel Davina Long | Hugh Edwardes, 8. Baron Kensington                           |
| 1983 | - Emma Kiloran Russell - Annabel Tacy Russell - Lucy Leonora Catherine Russell                                           | Simon Russell, 3. Baron Russell of Liverpool                 |
| 1984 | Joane Mary Sherborne Dutton                                                                                              | Ralph Dutton, 8. Baron Sherborne                             |
| 1986 | Daphne Angela Brazier-Creagh                                                                                             | John Brownlow, 5. Baron Lurgan                               |
| 1987 | Anne Marie Ghislaine du Roy Galbraith                                                                                    | Thomas Galbraith, 2. Baron Strathclyde                       |
| 1997 | - Anna Somers Cocks - Frances Somers Cocks                                                                               | Philip Somers Cocks, 9. Baron Somers                         |
| 2007 | Judith Patricia O’Hagan                                                                                                  | Jamie Borwick, 5. Baron Borwick                              |
| 2008 | Christine Margaret Hermione Scott-Plummer                                                                                | Mark Bampfyle, 7. Baron Poltimore                            |
| 2012 | Fiona Jane Obert de Thieusies                                                                                            | Conor Myles John O’Brien, 18. Baron Inchiquin                |
| 2018 | Monica Collett Mosley | Daniel Mosley, 4. Baron Ravensdale                           |
| 2018 | Eleanor Anne Thompson | Robin Henry Charles, 10. Baron Braybrooke                    |
| 2021 | Elizabeth Gail Barnes-Downson                                                                                            | Johan Barnes, 5. Baron Gorell                                |

### Gattin eines Baron
| Jahr | Royal Warrant of Precedence zugunsten von | Witwe von                                                                                      |
| ---- | ----------------------------------------- | ---------------------------------------------------------------------------------------------- |
| 1913 | Letitia Mary Borthwick                    | Sir Thomas Borthwick, 1. Baronet                                                               |
| 1921 | Alice Susan Campbell                      | Hon. John Beresford Campbell (Sohn von Hallyburton Campbell, 3. Baron Stratheden and Campbell) |
| 1929 | Cara Leland Broughton                     | Urban Hanlon Broughton                                                                         |
| 1955 | Pamela Helen Fullerton Melba Vestey       | Hon. William Howarth Vestey (Sohn von Samuel Vestey, 2. Baron Vestey)                          |

### Gattin des Sohnes eines Baron
| Jahr | Royal Warrant of Precedence zugunsten von | Witwe von                                                                             |
| ---- | ----------------------------------------- | ------------------------------------------------------------------------------------- |
| 1917 | Evelyn Maud Chaloner                      | Richard Godolphin Hume Long Chaloner (Sohn von Richard Chaloner, 1. Baron Gisborough) |

### Gattin eines Baronet
| Jahr | Royal Warrant of Precedence zugunsten von | Witwe von                                                                                |
| ---- | ----------------------------------------- | ---------------------------------------------------------------------------------------- |
| 1858 | Hannah Shepherd Havelock                  | Sir Henry Havelock                                                                       |
| 1882 | Emily Eliza Adam                          | William Patrick Adam                                                                     |
| 1891 | Ellen Georgiana Kennard                   | Coleridge John Kennard                                                                   |
| 1913 | Theodosia Bagot                           | Josceline FitzRoy Bagot                                                                  |
| 1920 | Maude Winifred Rose                       | Philip Vivian Rose (Sohn von Sir Philip Rose, 2. Baronet)                                |
| 1921 | Muriel Rolls Loder                        | Robert Egerton Loder (Sohn von Sir Edmund Loder, 2. Baronet)                             |
| 1922 | Editha Ivy Brown                          | Gordon Hargreaves Brown (Sohn von Sir Alexander Brown, 1. Baronet)                       |
| 1927 | Lilian Throckmorton                       | Richard Courtenay Brabazon Throckmorton (Sohn von Sir Richard Throckmorton, 10. Baronet) |
| 1939 | Mary Grace Hills                          | John Waller Hills                                                                        |
| 1948 | Barbara Montgomery-Cuninghame             | Alexander Montgomery-Cuninghame (Sohn von Sir Thomas Montgomery-Cuninghame, 10. Baronet) |
| 1958 | Alice Mary Clifford                       | George Gilbert Joseph Clifford (Neffe von Sir Walter Clifford, 4. Baronet)               |

### Gattin eines Knight
| Jahr | Royal Warrant of Precedence zugunsten von | Witwe von                                 |
| ---- | ----------------------------------------- | ----------------------------------------- |
| 1856 | Eliza Rosetta Massey Corry                | Armar Lowry Corry (KCB)                   |
| 1856 | Elizabeth Boxer                           | Edward Boxer (KCB)                        |
| 1856 | Caroline Bucknall-Estcourt                | James Bucknall Bucknall Estcourt (KCB)    |
| 1856 | Mary Tylden                               | William Burton Tylden (KCB)               |
| 1856 | Katherine Adams                           | Henry William Adams (KCB)                 |
| 1856 | Sophy Eliza Fox-Strangways                | Thomas Fox-Strangways (KCB)               |
| 1857 | Isabella Neill                            | James George Smith Neill (KCB)            |
| 1870 | Charlotte Christiana Sturt                | Charles Sturt (KCMG)                      |
| 1885 | Martha Christiana Nottage                 | George Swan Nottage (Kt.)                 |
| 1886 | Mary Elizabeth Cooper                     | William White Cooper (Kt.)                |
| 1892 | Catherina de Soysa                        | Charles Henry de Soysa (Kt.)              |
| 1894 | Emma Ellis                                | Alfred Burdon Ellis (KCB)                 |
| 1895 | Bessie Hawker                             | George Charles Hawker (Kt.)               |
| 1898 | Anne Adair Skelton                        | John Skelton (KCB)                        |
| 1898 | Caroline Frances Bond                     | Edward Augustus Bond (KCB)                |
| 1902 | Elizabeth Seymour                         | Horace Seymour (KCB)                      |
| 1907 | Lilla Billson                             | Alfred Billson (Kt.)                      |
| 1918 | Florence Eugenie Barwell Gundry           | William Gundry (Kt.)                      |
| 1919 | Janet Ferguson Restler                    | James William Restler (KCB)               |
| 1920 | Mary Harriet Carey                        | Bertram Sausmarez Carey (KCIE)            |
| 1920 | Violet Mary Bickerton Brindley            | Harry Samuel Bickerton Brindley (KCB)     |
| 1920 | Frances Alice Anderson                    | Francis James Anderson (KCB)              |
| 1924 | Octavia Jane Nolan                        | Robert Howard Nolan (KCB)                 |
| 1928 | Harriett Agnes Robinson                   | James Robinson (Kt.)                      |
| 1929 | Else Headlam-Morley                       | James Wycliffe Headlam-Morley (Kt.)       |
| 1932 | Dorothy Eva Biscoe                        | Hugh Vincent Biscoe (KCB)                 |
| 1938 | Minona Frances Bourchier                  | Hon. Murray William James Bourchier (Kt.) |
| 1938 | Beryl Lennox Jarrad                       | Vivian Everard Donne Jarrad (Kt.)         |
| 1938 | Mary Agnes Dunningham                     | John Montgomery Dunningham (KCB)          |
| 1940 | Emily Illenden Fortuna Scott              | Ernest Scott (Kt.)                        |
| 1943 | Eugenie Devaux                            | Justin Louis Devaux (Kt.)                 |
| 1944 | Margaret Adeline Monroe                   | James Harvey Monroe (Kt.)                 |
| 1945 | Kate Owen Evans                           | David Owen Evans (Kt.)                    |
| 1980 | Alma Hitchcock                            | Alfred Joseph Hitchcock (KCB)             |
| 1981 | Margaret Eileen Gonzalez Cargill          | Ian Peter McGillivray Cargill (Kt.)       |
| 1982 | Barbara Winsome Von Bibra                 | Donald Dean Von Bibra (Kt.)               |
| 1982 | Laura Ellen Chetwynd                      | George Roland Chetwynd (Kt.)              |
| 1988 | Dorian Dodge Fisher                       | Antony George Anson Fisher (Kt.)          |
| 1991 | Ellen Leech                               | William Charles Leech (Kt.)               |
| 1992 | Mary Elizabeth Stirling                   | James Frazer Stirling (Kt.)               |
| 2007 | Penelope Jane Stirling                    | Roderick William Kenneth Stirling (KCVO)  |